# Boxe nos Jogos Olímpicos de Verão de 1996
O boxe nos Jogos Olímpicos de Verão de 1996 foi realizado em Atlanta, nos Estados Unidos, com doze categorias disputadas.

## Eventos do boxe
Masculino: Peso mosca-ligeiro | Peso mosca | Peso galo | Peso pena | Peso leve | Peso meio-médio-ligeiro | Peso meio-médio | Peso super-médio | Peso médio | Peso meio-pesado | Peso pesado | Peso super-pesado

## Peso mosca-ligeiro (-48 kg)
| Pos. | País            | Atletas          |
| ---- | --------------- | ---------------- |
|      | Bulgária (BUL)  | Daniel Petrov    |
|      | Filipinas (PHI) | Mansueto Velasco |
|      | Ucrânia (UKR)   | Oleg Kiryukhin   |
|      | Espanha (ESP)   | Rafael Lozano    |

## Peso mosca (até 51 kg)
| Pos. | País              | Atletas         |
| ---- | ----------------- | --------------- |
|      | Cuba (CUB)        | Maikro Romero   |
|      | Cazaquistão (KAZ) | Bulat Jumadilov |
|      | Alemanha (GER)    | Zoltan Lunka    |
|      | Rússia (RUS)      | Albert Pakeyev  |

## Peso galo (até 54 kg)
| Pos. | País            | Atletas             |
| ---- | --------------- | ------------------- |
|      | Hungria (HUN)   | István Kovács       |
|      | Cuba (CUB)      | Arnaldo Mesa        |
|      | Tailândia (THA) | Vichai Khadpo       |
|      | Rússia (RUS)    | Raimkul Malakhbekov |

## Peso pena (até 57 kg)
| Pos. | País                 | Atletas               |
| ---- | -------------------- | --------------------- |
|      | Tailândia (THA)      | Kamsing Somluck       |
|      | Bulgária (BUL)       | Serafim Todorov       |
|      | Argentina (ARG)      | Pablo Chacón          |
|      | Estados Unidos (USA) | Floyd Mayweather, Jr. |

## Peso leve (até 60 kg)
| Pos. | País                 | Atletas          |
| ---- | -------------------- | ---------------- |
|      | Argélia (ALG)        | Hocine Soltani   |
|      | Bulgária (BUL)       | Toncho Tontchev  |
|      | Estados Unidos (USA) | Terrance Cauthen |
|      | Romênia (ROM)        | Leonard Doroftei |

## Peso meio-médio-ligeiro (até 63,5 kg)
| Pos. | País              | Atletas            |
| ---- | ----------------- | ------------------ |
|      | Cuba (CUB)        | Héctor Vinent      |
|      | Alemanha (GER)    | Oktay Urkal        |
|      | Tunísia (TUN)     | Fathi Missaoui     |
|      | Cazaquistão (KAZ) | Bolat Niyazymbetov |

## Peso meio-médio (até 67 kg)
| Pos. | País             | Atletas               |
| ---- | ---------------- | --------------------- |
|      | Rússia (RUS)     | Oleg Saitov           |
|      | Cuba (CUB)       | Juan Hernández Sierra |
|      | Porto Rico (PUR) | Daniel Santos         |
|      | Romênia (ROM)    | Marian Simion         |

## Peso super-médio (até 71 kg)
| Pos. | País                 | Atletas            |
| ---- | -------------------- | ------------------ |
|      | Estados Unidos (USA) | David Reid         |
|      | Cuba (CUB)           | Alfredo Duvergel   |
|      | Cazaquistão (KAZ)    | Yermakhan Ibraimov |
|      | Uzbequistão (UZB)    | Karim Tulaganov    |

## Peso médio (até 75 kg)
| Pos. | País                 | Atletas          |
| ---- | -------------------- | ---------------- |
|      | Cuba (CUB)           | Ariel Hernández  |
|      | Turquia (TUR)        | Malik Beyleroğlu |
|      | Estados Unidos (USA) | Rhoshii Wells    |
|      | Argélia (ALG)        | Mohamed Bahari   |

## Peso meio-pesado (até 81 kg)
| Pos. | País                 | Atletas        |
| ---- | -------------------- | -------------- |
|      | Cazaquistão (KAZ)    | Vasilii Jirov  |
|      | Coreia do Sul (KOR)  | Lee Seung-Bae  |
|      | Estados Unidos (USA) | Antonio Tarver |
|      | Alemanha (GER)       | Thomas Ulrich  |

## Peso pesado (até 91 kg)
| Pos. | País                 | Atletas         |
| ---- | -------------------- | --------------- |
|      | Cuba (CUB)           | Félix Savón     |
|      | Canadá (CAN)         | David Defiagbon |
|      | Estados Unidos (USA) | Nate Jones      |
|      | Alemanha (GER)       | Luan Krasniqi   |

## Peso super-pesado (+ 91 kg)
| Pos. | País          | Atletas            |
| ---- | ------------- | ------------------ |
|      | Ucrânia (UKR) | Wladimir Klitschko |
|      | Tonga (TGA)   | Paea Wolfgram      |
|      | Nigéria (NGR) | Duncan Dokiwari    |
|      | Rússia (RUS)  | Alexei Lezin       |

## Quadro de medalhas do boxe
| Ordem | País               | Medalha de ouro | Medalha de prata | Medalha de bronze | Total |
| ----- | ------------------ | --------------- | ---------------- | ----------------- | ----- |
| 1     | CUB Cuba           | 4               | 3                | 0                 | 7     |
| 2     | BUL Bulgária       | 1               | 2                | 0                 | 3     |
| 3     | KAZ Cazaquistão    | 1               | 1                | 2                 | 4     |
| 4     | USA Estados Unidos | 1               | 0                | 5                 | 6     |
| 5     | RUS Rússia         | 1               | 0                | 3                 | 4     |
| 6     | ALG Argélia        | 1               | 0                | 1                 | 2     |
| 6     | THA Tailândia      | 1               | 0                | 1                 | 2     |
| 6     | UKR Ucrânia        | 1               | 0                | 1                 | 2     |
| 9     | HUN Hungria        | 1               | 0                | 0                 | 1     |
| 10    | GER Alemanha       | 0               | 1                | 3                 | 4     |
| 11    | CAN Canadá         | 0               | 1                | 0                 | 1     |
| 11    | KOR Coreia do Sul  | 0               | 1                | 0                 | 1     |
| 11    | PHI Filipinas      | 0               | 1                | 0                 | 1     |
| 11    | TGA Tonga          | 0               | 1                | 0                 | 1     |
| 11    | TUR Turquia        | 0               | 1                | 0                 | 1     |
| 16    | ROM Romênia        | 0               | 0                | 2                 | 2     |
| 17    | ARG Argentina      | 0               | 0                | 1                 | 1     |
| 17    | ESP Espanha        | 0               | 0                | 1                 | 1     |
| 17    | NGR Nigéria        | 0               | 0                | 1                 | 1     |
| 17    | PUR Porto Rico     | 0               | 0                | 1                 | 1     |
| 17    | TUN Tunísia        | 0               | 0                | 1                 | 1     |
| 17    | UZB Uzbequistão    | 0               | 0                | 1                 | 1     |